# Bronquite alérgica
Bronquite alérgica é uma inflamação crônica dos brônquios causada por uma alérgica. Também é conhecida pelo sinônimo da asma.

## Ligações Externas
- Banco de Saúde